# Adsav
Adsav ('wederopstanding' in het Bretons) is een Bretons nationalistische beweging ontstaan uit de 'Parti pour l'Organisation de la Bretagne Libre' ( Partij voor het Organiseren van een Vrij Bretagne). Ze werd opgericht in 2000 door Patrick Montauzier, een gewezen militant van het 'Front de libération de la Bretagne/Armée républicaine bretonne' (Bretons Bevrijdingsfront / Bretons Republikeins Leger) dat onder andere verantwoordelijk was voor de aanslag op het kasteel van Versailles in juni 1978.

## Ideologie
Adsav beschouwt zich als rechts nationalistisch en is voorstander van een onafhankelijk Bretagne in de Europese Unie. Ze verzet zich tegen druggebruik en komt op voor het gezin als hoeksteen van de samenleving. Als alternatief voor het klassieke syndicalisme schuift ze het corporatisme naar voren. Ze wijst het etiket 'extreemrechts' af, dat ze als een belediging beschouwt, misbruikt door politieke tegenstanders, maar weigert expliciet de collaboratie van Bretonse nationalisten met nazi-Duitsland tijdens de Tweede Wereldoorlog te veroordelen.